# Aire urbaine de Lure
L'aire urbaine de Lure est une aire urbaine française centrée sur la ville de Lure.

## Caractéristiques
D'après la définition qu'en donne l'INSEE, l'aire urbaine de Lure est composée de 9 communes, situées dans la Haute-Saône. Ses 12 644 habitants font d'elle la 334e aire urbaine de France.
3 communes de l'aire urbaine sont des pôles urbains.
Le tableau suivant détaille la répartition de l'aire urbaine sur le département (les pourcentages s'entendent en proportion du département) :
| Département | Communes | Communes (%) | Superficie (km²) | Superficie (%) | Population (1999) | Population (%) |
| ----------- | -------- | ------------ | ---------------- | -------------- | ----------------- | -------------- |
| Haute-Saône | 9        | 1,7          | 98,54            | 1,8            | 12 644            | 5,5            |

L'aire urbaine de Lure est rattachée à l'espace urbain Est.

## Communes
Voici la liste des communes françaises de l'aire urbaine de Lure.
| Code INSEE | Commune                       | Type                  | Département | Superficie (km²) | Population (1999) | Densité (hab./km²) |
| ---------- | ----------------------------- | --------------------- | ----------- | ---------------- | ----------------- | ------------------ |
| 70004      | Adelans-et-le-Val-de-Bithaine | Commune monopolarisée | Haute-Saône | +0017,3          | +00 000251,       | +00014,51          |
| 70081      | Bouhans-lès-Lure              | Commune monopolarisée | Haute-Saône | +0009,11         | +00 000212,       | +00023,27          |
| 70259      | Froideterre                   | Commune monopolarisée | Haute-Saône | +0002,83         | +00 000311,       | +00109,89          |
| 70310      | Lure                          | Pôle urbain           | Haute-Saône | +0024,31         | +0 0008 727,      | +00358,99          |
| 70321      | Magny-Vernois                 | Pôle urbain           | Haute-Saône | +0006,38         | +0 0001 023,      | +00160,34          |
| 70455      | Roye                          | Pôle urbain           | Haute-Saône | +0010,37         | +0 0001 127,      | +00108,68          |
| 70515      | Le Val-de-Gouhenans           | Commune monopolarisée | Haute-Saône | +0003,88         | +000 00035,       | +0 0009,02         |
| 70577      | Vouhenans                     | Commune monopolarisée | Haute-Saône | +0008,36         | +00 000403,       | +00048,21          |
| 70581      | Vy-lès-Lure                   | Commune monopolarisée | Haute-Saône | +0016,           | +00 000555,       | +00034,69          |
|            | Total                         |                       |             | +0098,54         | +00012 644,       | +00128,31          |